# Geidi Primes
Geidi Primes es el álbum de estudio debut de la artista canadiense Grimes, publicado el 10 de enero de 2010 por Arbutus Records. En 2011, el álbum fue publicado en el Reino Unido por No Pain in Pop Records en CD y LP, con un arte de portada ligeramente diferente. Geidi Primes es un álbum conceptual basado en la novela Dune de Frank Herbert y en la adaptación cinematográfica de 1984 del libro realizada por David Lynch.

## Antecedentes
El título del álbum hace referencia al planeta ficticio Giedi Prime, del universo Dune de una serie de novelas de Frank Herbert, cuyo origen es la novela de 1965 Dune, el libro favorito de Grimes. "Caladan", el primer tema, hace referencia a un planeta ficticio del mismo nombre. El siguiente, "Sardaukar Levenbrech", se refiere al rango militar de Levenbrech -entre un sargento y un teniente- en el ejército ficticio de los Sardaukar. Un Bailarín de la Cara, tal y como se utiliza en el título de la pista tres, "Zoal, Bailarín de la cara", es un tipo de humano en la serie que puede cambiar de forma. La pista seis, "Feyd Rautha Dark Heart", hace referencia al principal antagonista de la primera novela de la serie Dune, llamado Feyd-Rautha Harkonnen. "Shadout Mapes", la décima pista, hace referencia a un personaje menor del mismo nombre. La pista 11, "Infección de Bestia", hace referencia al apodo de "Bestia" del personaje Rabban.
Grimes no esperaba que el álbum tuviera éxito y asumió que nadie lo escucharía. Según ella, esto fue lo que motivó el título del álbum y los nombres de las canciones, aunque posteriormente ha mencionado que "la decisión me ha perseguido". También ha declarado que ahora siente que el álbum era "ingenuo".

## Recepción crítica
Geidi Primes recibió críticas positivas de los críticos musicales. Pitchfork Lindsay Zoladz señaló que el álbum tiene un "sonido excéntrico y soñador, que se nutre de todo, desde dubstep hasta disco, Música oriental a R&B de los 90", y añadió: "A pesar de sus modestos valores de producción y su relativa sencillez, es un debut cohesionado, encantador y sorprendentemente seguro". Zoladz continúa opinando que "quizás la mayor virtud de Geidi Primes sea su ingenio", afirmando que "sobresale en la elaboración de estados de ánimo evocadores a partir de materiales sonoros y estructuras de canciones engañosamente simples". De Grimes como vocalista, Zoladz encontró que puede "trabajar su rango", desde su "impresionante falsete" a un "espeluznante tono bajo" y su "afinado humor seco rango medio". En conclusión, Zoladz afirmó que "Geidi Primes muestra que incluso sus primeras grabaciones mostraban un punto de vista distinto y una cualidad extrañamente hipnotizante [...] un paisaje sonoro de ensueño que invita a escapar del universo glitchy, una breve provocación para dejarse llevar y simplemente disfrutar".
Siobhán Kane, de Consequence of Sound, describió "Caladan" como "casi tribal en su concepción"; alabó "Rosa" por sus "dulces y suaves arrullos de voz, que se elevan en torno a una percusión parecida al staccato"; afirmó que "Venus in Fleurs" trae a la mente "un inframundo oscuramente iluminado que suena como alguien que respira hielo". Kane continuó: "Hay algo tan inusual en este disco, un artefacto que suena como si se transmitiera desde el espacio, como si viniera de un lugar más creativo que el que se puede encontrar en la tierra". Thomas A Ward del NME consideró el álbum como "una escucha instantáneamente accesible e íntima", elogiando a Grimes por su "camaleónica aproximación" a los géneros del disco.

## Lista de canciones
```

```

Todas las canciones escritas y compuestas por Grimes. 
| N.º   | Título                   | Duración |  |
| 1.    | «Caladan»                | 2:25     |  |
| 2.    | «Sardaukar Levenbrech»   | 2:05     |  |
| 3.    | «Zoal, Face Dancer»      | 2:36     |  |
| 4.    | «Rosa»                   | 3:12     |  |
| 5.    | «Avi»                    | 2:35     |  |
| 6.    | «Feyd Rautha Dark Heart» | 3:41     |  |
| 7.    | «Gambang»                | 1:34     |  |
| 8.    | «Venus in Fleurs»        | 2:43     |  |
| 9.    | «Grisgris»               | 3:22     |  |
| 10.   | «Shadout Mapes»          | 4:32     |  |
| 11.   | «Beast Infection»        | 2:21     |  |
| 31:03 |                          |          |  |

## Personal
Créditos adaptados de las notas de línea de Geidi Primes.
- Grimes - voces, producción, obras de arte
- Erik Zuuring - diseño, maquetación
- Sebastian Cowan - masterización[10]

## Historial de lanzamientos
| Región      | Fecha                    | Etiqueta        | Formato(s)                                     |
| ----------- | ------------------------ | --------------- | ---------------------------------------------- |
| Canadá      | 10 de enero de 2010      | Arbutus Records | Casete (limitado a 30 copias) Descarga digital |
| Reino Unido | 19 de septiembre de 2011 | No Pain in Pop  | CD LP                                          |
| Canadá      | 31 de enero de 2012      | Arbutus Records | CD                                             |